# Redondo Beach
Redondo Beach város az USA Kalifornia államában, Los Angeles megyében. Lakosainak száma 71 576 fő (2020. április 1.).

## Népesség
A település népességének változása:
| Lakosok száma | 603  | 66 748 | 71 576 |
|               | 1890 | 2010   | 2020   |